# Nguyễn Đức Minh (trung tướng 2012)
Nguyễn Đức Minh là Trung tướng Công an nhân dân Việt Nam. Ông nguyên Phó Tổng cục trưởng Tổng cục An ninh, Bộ Công an (Việt Nam).

## Tiểu sử
Ngày 25 tháng 4 năm 2007, ông được thủ tướng Nguyễn Tấn Dũng thăng quân hàm từ Đại tá lên Thiếu tướng Công an nhân dân Việt Nam theo quyết định số 508/QĐ-TTg. Lúc này ông đang là Cục trưởng Cục Đấu tranh chống gián điệp các nước ASEAN và các nước Châu Á khác, Tổng cục An ninh, Bộ Công an.
Trước năm 2012, ông là Thiếu tướng, Phó Tổng cục trưởng Tổng cục An ninh I, Bộ Công an (Việt Nam).
Ngày 24 tháng 12 năm 2012, ông được Thủ tướng Chính phủ Việt Nam thăng quân hàm từ Thiếu tướng lên Trung tướng.
Ông nguyên là Trung tướng, Phó Tổng cục trưởng Tổng cục An ninh, Bộ Công an (Việt Nam).

## Lịch sử thụ phong quân hàm
- Thiếu tướng (2007)[1]
- Trung tướng (2012)[2]